# 11191 Paskvić
(11191) Paskvić, denumire internațională (11191) Paskvic, este un asteroid din centura principală de asteroizi.

## Descriere
11191 Paskvić este un asteroid din centura principală de asteroizi. A fost descoperit pe 15 decembrie 1998 la Visnjan de Korado Korlević. Asteroidul prezintă o orbită caracterizată de o semiaxă mare de 2,89 ua, o excentricitate de 0,07 și o înclinație de 2,2° în raport cu ecliptica.